# Fließem
Fließem  là một đô thị ở huyện Bitburg-Prüm, trong bang Rheinland-Pfalz, phía tây nước Đức. Đô thị Fließem có diện tích 8,38 km², dân số thời điểm ngày 31 tháng 12 năm 2006 là 692 người.